# Proacidalia wimani
Proacidalia wimani är en fjärilsart som beskrevs av Holmgren 1888. Proacidalia wimani ingår i släktet Proacidalia och familjen praktfjärilar. Inga underarter finns listade i Catalogue of Life.